# Nada Matičič
Nada Matičič (tudi Nada Marija Matičič), slovenska pisateljica, * 16. avgust 1922, Litija, † 22. julij 2004, Ljubljana.

## Življenje
Leta 1947 je na ljubljanski filozofski fakulteti diplomirala iz slavistike. Po diplomi je do 1983 poučevala na ljubljanskih srednjih šolah. Njen brat je skladatelj Janez Matičič.

## Literarno delo
Prvenec Gozd onkraj hriba je izšel, ko je bila stara 40 let. Romani se dogajajo na podeželju (Balada o Boru in Mojih pet bičev v Bohinju in okoliških gorah) in v mestu. Kritično in brez olepšav je popisovala zlasti srednješolsko življenje v svojem času. Leta 1987 je izdala avtobiografsko delo Moja hoja z očetom o očetu pisatelju Ivanu Matičiču. Avtobiografske poteze ima tudi roman Njeno dolgo potovanje.